# Space Cowboy
Nick Dresti, bardziej znany jako Space Cowboy (ur. 5 marca 1975 w Nogent-sur-Seine) – brytyjski DJ, producent i piosenkarz. Znany jest z remiksów utworów różnych artystów, takich jak Axwell, The Darkness czy Felix da Housecat. Zdobył sławę dzięki Lady Gadze, wykonując z nią piosenkę „Starstruck” oraz „Christmas Tree”.

## Dyskografia

### Albumy
- Across the Sky (2003)
- Big City Nights (2005)
- Digital Rock (2007)
- Digital Rock Star (2009)

### Single
- "Falling Down" (feat. Chelsea Korka)
- "I Came 2 Party" (Cinema Bizarre feat. Space Cowboy)

### Gościnnie
- Lady Gaga - Starstruck (feat. Space Cowboy & Flo Rida) - The Fame
- Lady Gaga - Christmas Tree (feat. Space Cowboy)
- Cinema Bizarre - I Came 2 Party (feat. Space Cowboy) - ToyZ / BANG! / Digital Rock Star